# State House (Seychelles)
Pour les articles homonymes, voir State House.
State House (en français : Palais d'État ou Maison d'État) — aussi appelée Palais présidentiel — est la résidence officielle du président de la république des Seychelles. Elle est située dans la capitale Victoria, sur l'île de Mahé.

## Histoire
L'édifice est conçu par l’architecte William Marshall Vaudin et construit en 1910. Il porte alors le nom de Government House et devient le siège du gouverneur des Seychelles, alors sous la domination de l'Empire britannique. La première personne à occuper le bâtiment est le gouverneur Walter Edward Davidson en 1912. En 1976, près de seize gouverneurs l'ont habité. En 1977, la résidence devient le siège du premier président des Seychelles indépendantes, James Mancham. Depuis 1977, le président n'y habite plus, cependant les bureaux de certains ministères et agences gouvernementales y demeurent.

## Architecture

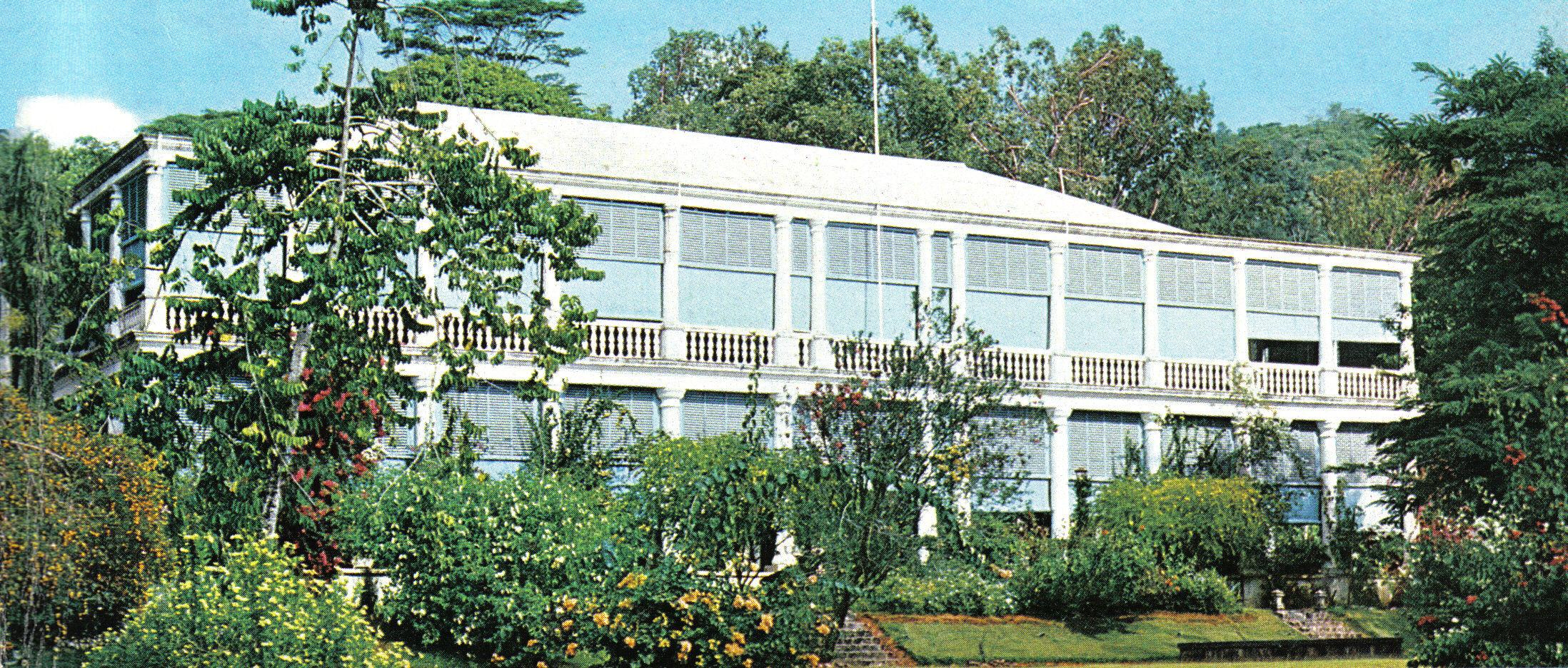
Photographie de la State House dans les années 1970.

### Édifice
L'entrée principale comporte un portique à deux étages décoré de colonnes blanches dans un style édouardien. En 2006, la résidence est restaurée avec un intérieur modernisé en conservant le style colonial du bâtiment. Il est aujourd'hui classé monument national du fait qu'il commémore non seulement l'histoire de l'État, et symbolise également la transition du peuple seychellois d'une colonie à une nation indépendante.

### Jardin
La State House est entourée d'un grand jardin. On y trouve des parterres où sont, entre autres, cultivées des fleurs tel que des hibiscus et des ixoras ainsi que des plantes des espèces comme Beaumontia et Petrea. On trouve aussi des arbustes et des arbres d'acacia, de bambou, des cocotiers de mer endémique des Seychelles et d'autres essences. Il existe également un enclos de tortues géantes de l'île d'Aldabra. Ce sont les dernières tortues de cette espèce vivant aux Seychelles.
Dans le jardin se trouve un monument à Jean-Baptiste Quéau de Quinssy, l'administrateur français des Seychelles de l'époque coloniale. Il occupe ce poste de 1793 jusqu'à la reprise de l'île par la Grande-Bretagne en 1811. Le monument réalisé par Antonio Fillipin est inauguré en 1993 à l'occasion du 200e anniversaire de l'entrée en fonction de Quéau de Quinssy.

### Cimetière
Sur le terrain de la State House, se trouve un cimetière historique où reposent des personnalités importantes de l'histoire des Seychelles, comme l'administrateur Jean-Baptiste Quéau de Quinssy (mort en 1827) et le président James Mancham (mort en 2017).